# Труд (революционен комитет)
„Труд“ е таен революционен комитет, съществувал от 1896 до 1899 година в град Кюстендил, България, като помощна организация на Вътрешната македоно-одринска революционна организация (ВМОРО).

## История
Организацията е основана на 12 октомври 1896 година от Никола Зографов, който става и неин председател с пълномощие от водача на ВМОРО Гоце Делчев да действа от негово име. „Труд“ развива изключително активна дейност по осигуряване и пренасяне в Македония на оръжие, революционна литература. Събира и пари, като предава на Делчев сумата от 1238 лева.
„Труд“ е закрита на 13 октомври 1899 година.